# (9407) Kimuranaoto
(9407) Kimuranaoto est un astéroïde de la ceinture principale.

## Description
(9407) Kimuranaoto est un astéroïde de la ceinture principale. Il fut découvert le 28 novembre 1994 à Kiyosato par Satoru Ōtomo. Il présente une orbite caractérisée par un demi-grand axe de 2,66 UA, une excentricité de 0,25 et une inclinaison de 5,2° par rapport à l'écliptique.

## Compléments